# Dagutschen (Pillkallen)
Dagutschen, 1938 bis 1945: Tegnerskrug, litauisch Dagučiai, ist ein verlassener Ort im Rajon Krasnosnamensk der russischen Oblast Kaliningrad.
Die Ortsstelle befindet sich sechs Kilometer ostsüdöstlich von Dobrowolsk (Pillkallen/Schloßberg) und ist von dort auf einer Nebenstraße zu erreichen, die nach Tretjakowo (Sodargen) führt.

## Geschichte

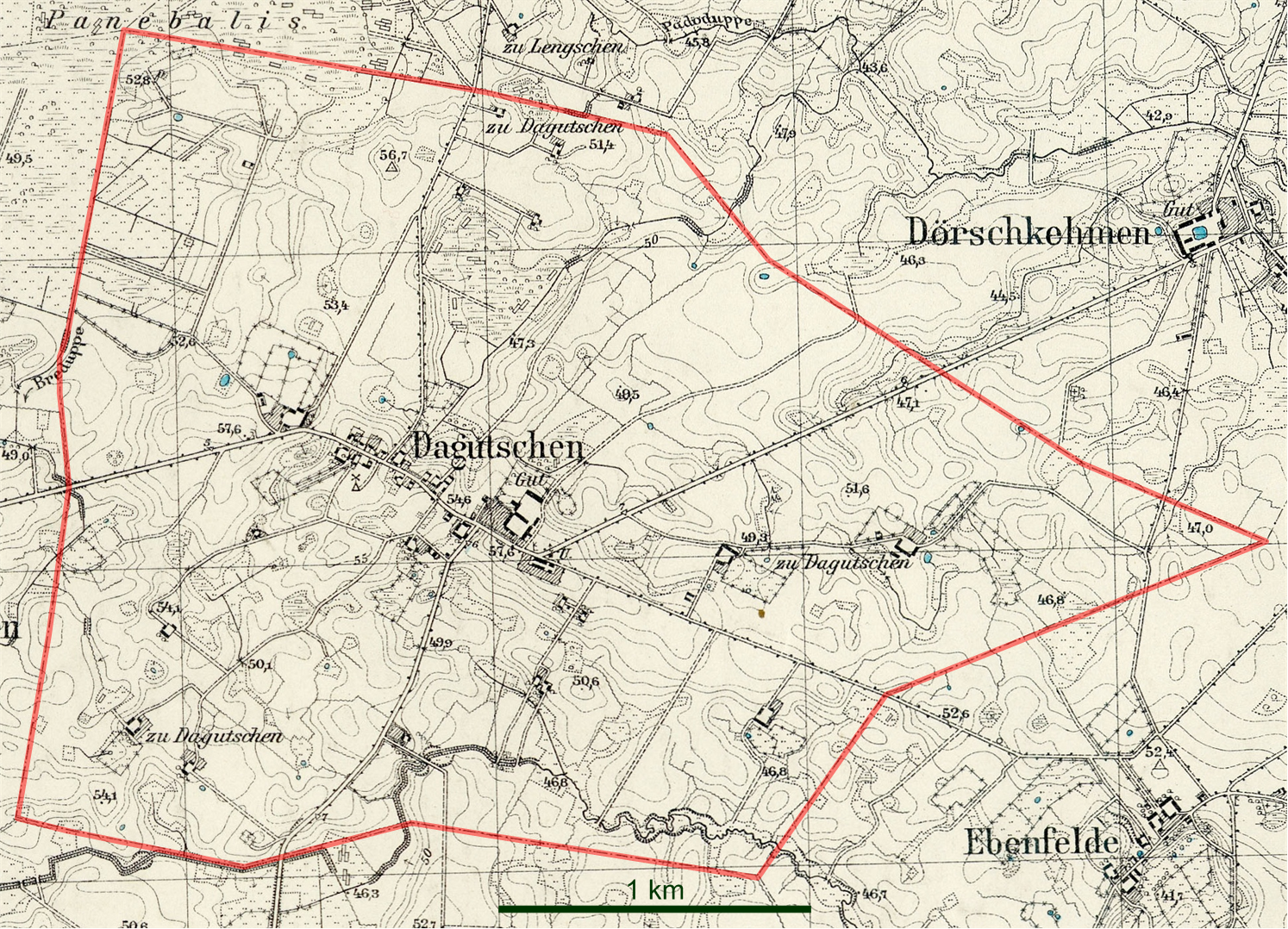
Die Landgemeinde Dagutschen auf einem Messtischblatt von 1931

Degutzschen wurde 1516 erstmals erwähnt. Um 1780 war Dagutschen ein meliertes Dorf, in dem sich auch eine Wind-Mahlmühle befand. 1874 wurde die Landgemeinde Dagutschen in den neu gebildeten Amtsbezirk Warningken im Kreis Pillkallen eingegliedert. 1938 wurde Dagutschen in Tegnerskrug umbenannt. 1945 kam der Ort in Folge des Zweiten Weltkrieges mit dem nördlichen Ostpreußen zur Sowjetunion. Einen russischen Namen erhielt er nicht mehr.

### Einwohnerentwicklung
| Jahr | Einwohner |
| ---- | --------- |
| 1867 | 395       |
| 1871 | 367       |
| 1885 | 368       |
| 1905 | 344       |
| 1910 | 346       |
| 1933 | 331       |
| 1939 | 348       |

## Kirche
Dagutschen gehörte zunächst zum evangelischen Kirchspiel Pillkallen und seit der Errichtung der dortigen Kirche 1895 dann zum evangelischen Kirchspiel Groß Warningken.